# Deutscher Gewerkschaftsbund (1919–1933)
Der Deutsche Gewerkschaftsbund (DGB) war ein von 1919 bis 1933 bestehender Dachverband christlicher und national orientierter Gewerkschaften.

## Entstehung
Die christlichen Gewerkschaften trugen in ihrer Mehrheit nach der Revolution von 1918 die parlamentarische Demokratie zwar mit. Ihnen ging es dabei aber nicht zuletzt darum eine Entwicklung zu einer sozialistischen Republik zu verhindern. Im Laufe der Zeit verstärkte sich das Misstrauen gegenüber der Demokratie weiter. Insbesondere die Furcht vor weiteren revolutionären Entwicklungen war ein Hauptgrund für den Zusammenschluss der nicht-sozialistischen Gewerkschaften.
Am 20. November 1918 gründeten die Verbände, die dem Deutschen Arbeiterkongress nahestanden, und die in dem von den Hirsch-Dunckerschen Gewerkvereinen dominierten Kongress freiheitlich-nationaler Arbeiter- und Angestelltenverbände zusammengeschlossenen Organisationen den Deutsch-Demokratischen Gewerkschaftsbund (DDGB). Um eine Verwechselung mit der Partei DDP zu vermeiden, benannte sich der Bund Anfang 1919 in DGB um.
1919 traten vermehrt Spannungen zwischen den christlichen und nationalen Organisationen auf der einen und den liberalen Verbänden auf der anderen Seite auf. Dies führte Ende 1919 dazu, dass die Hirsch-Dunckerschen Gewerkvereine austraten. Sie gründeten später den Gewerkschaftsring deutscher Arbeiter-, Angestellten- und Beamtenverbände. Kurze Zeit später am 22. November 1919 wurde der DGB nun als Zusammenschluss der christlich-nationalen Verbände gegründet.

## Struktur
Die Dachorganisation bestand dabei aus drei Säulen: 1. Die Arbeitersäule bestand aus dem Gesamtverband der christlichen Gewerkschaften Deutschlands, 2. die Angestelltensäule umfasste den Gesamtverband deutscher Angestelltenverbände (Gedag). Eine der stärksten Teilorganisationen war der Deutschnationale Handlungsgehilfenverband, 3. die Beamtensäule bildete der Gesamtverband deutscher Beamtenverbände. Dieser löste sich allerdings 1926 bereits auf. Insgesamt gehörten dem DGB 28 Einzelorganisationen an.
Auf dem Höhepunkt seiner Ausdehnung in den frühen 1920er Jahren organisierte der DGB etwa 1,5 Millionen Mitglieder. Er war damit wesentlich schwächer als die sozialistisch orientierten Gewerkschaften. Allein der ADGB hatte 1922 circa 7,8 Millionen Mitglieder. Aber durch seine regionale Konzentration etwa in den rheinisch-westfälischen Industriegebieten war der DGB doch einflussreich.
Etwa alle drei Jahre trat ein Gewerkschaftskongress zusammen. Für je 4000 Mitglieder entsandten die angeschlossenen Verbände einen Delegierten. Der Kongress war das höchste Gremium des Bundes. Dessen Beschlüsse wurden von einem Ausschuss umgesetzt. Dieser setzte sich aus den Vorsitzenden der Einzelgewerkschaften und je nach Stärke weiteren Mitgliedern zusammen. Der Ausschuss wählte einen Vorstand für die Erledigung der laufenden Geschäfte.
Insgesamt nahmen die christlichen Gewerkschaften im DGB eine starke Stellung ein. Erster Vorsitzender wurde Adam Stegerwald, der gleichzeitig auch Vorsitzender der christlichen Gewerkschaften war. Sein Nachfolger wurde 1929 Heinrich Imbusch, gleichzeitig Vorsitzender des Christlichen Bergarbeiterverbandes. Geschäftsführer des DGB war von 1920 bis 1930 Heinrich Brüning.

## Tätigkeit
Eine wichtige Rolle spielte für den DGB die Bildungsarbeit auf lokaler und regionaler Ebene. Dabei ging es um die konkrete Gewerkschaftsarbeit, aber auch um spezielle Schulungen etwa im Arbeitsrecht für Funktionäre. In Königswinter unterhielt der DGB ein Bildungsheim.
Daneben baute der DGB ein umfangreiches Pressewesen auf und widmete sich der allgemeinen Öffentlichkeitsarbeit. Sprachrohr war das Zentralblatt, daneben traten spezielle Angebote für Jugendliche, Frauen oder Betriebsräte. Der Bund unterhielt mit der Sozial-wirtschaftlichen Korrespondenz einen Pressedienst. Seit 1921 gab der Bund die Tageszeitung „Der Deutsche. Tageszeitung für die deutsche Volksgemeinschaft“ heraus.

## Positionen
Im Bereich der gewerkschaftlichen Interessenvertretung unterschied sich vor allem die Arbeitersäule kaum vom ADGB. Erhebliche Unterschiede bestanden jedoch in der Ideologie. Die Verbände des DGB verstanden sich nicht als Klassen-, sondern als Standesorganisationen. Dabei meinte Stand nicht nur eine soziologische Verortung der jeweiligen Gruppen in der Gesellschaft, sondern war eine wertbestimmte Standortbestimmung in der vom Bund so bezeichneten Volksgemeinschaft. Diese meinte eine nationale Schicksals- und Kulturgemeinschaft. Teilweise spielte auch der Rassegedanke eine Rolle. Mit diesen Positionen grenzte sich der DGB von den sozialistisch und internationalistisch orientierten Gewerkschaften des ADGB ab.
Die Mitglieder des DGB orientierten sich politisch an verschiedenen Parteien. Für die christlichen Gewerkschaften blieb das katholische Zentrum von zentraler Bedeutung. Daneben gab es auch Verbindungen zur DVP und zur DNVP. Bei den übrigen Säulen, in denen protestantische Mitglieder besonders zahlreich waren, war die Nähe zur DVP und DNVP noch größer. Im Deutschnationalen Handlungsgehilfen-Verband (DHV) spielten noch rechter stehende Parteien eine Rolle. Ab 1930 begannen im DHV die Anhänger der NSDAP zu dominieren.

## DGB und Politik
Dem DGB gelang es, in den ihm nahestehenden Parteien einige Positionen zu besetzen. Innerhalb der Zentrumsfraktion im Reichstag nahm die Zahl der Arbeiter(-vertreter) auf 26 deutlich zu. Bis 1918 waren es nur fünf gewesen. Ähnlich war es auch in der DNVP. Aber insgesamt blieb der Einfluss doch begrenzt. Vor allem Adam Stegerwald entwickelte daher auf dem ersten Gewerkschaftskongress des DGB im Jahr 1920 die Idee, eine neue gewerkschaftlich geprägte Partei zu gründen. Aus verschiedenen Gründen stieß der Vorstoß nicht auf Zustimmung.
Nach dem Scheitern setzte Stegerwald auf die Einbeziehung der Rechten in die Verantwortung für den Staat. In einem rechten Bürgerblock sollten die DGB-Gewerkschaften zu einem zentralen Machtfaktor werden. Auf dem Gewerkschaftskongress der christlichen Gewerkschaften vom 1926 machte Stegerwald deutlich, dass der vom DGB angestrebte Volksstaat keineswegs eine Republik sein müsse; er könnte auch eine Monarchie sein. Die Rechtsorientierung blieb nicht ohne Widerspruch etwa von Heinrich Imbusch oder Jakob Kaiser, der einen katholischen, aber auch republikanischen Standpunkt vertrat. Insbesondere der DHV näherte sich in der Endphase der Republik der NSDAP an. 1930 gehörten 16 der 107 NSDAP-Mitglieder im Reichstag auch dem DHV an. Von den 47 dem DGB angehörenden Abgeordneten machten die NSDAP-Mitglieder immerhin etwa ein Drittel aus.
In den letzten Jahren der Republik kam es angesichts der gewerkschaftlichen Schwäche während der Weltwirtschaftskrise zu verstärkten Bestrebungen, eine richtungsübergreifende Einheitsgewerkschaft zu gründen. Dies scheiterte nicht zuletzt am Misstrauen im DGB, vom ADGB dominiert zu werden. Durch die wirtschaftliche Krise verlor der DGB wie die anderen Gewerkschaftsbünde auch zahlreiche Mitglieder.
Der DGB hat die Regierung Brüning vorbehaltlos unterstützt, zumal Stegerwald Arbeitsminister wurde. Insgesamt lehnte der Gewerkschaftsbund den Nationalsozialismus zwar ab, tat sich aber angesichts des mit ihm verbundenen DHV schwer mit entsprechenden Ablehnungsformulierungen. In der Frage der von der Regierung Papen beschlossenen sozialen Einschnitte war der DGB gespalten. Während die christlichen Gewerkschaften protestierten, verhinderte der DHV ein gemeinsames Vorgehen der Gesamtorganisation. Auch eine gemeinsame Erklärung aller Gewerkschaften zum Regierungsantritt Adolf Hitlers als einer Regierung der „sozialen Reaktion“ wurde aus diesem Grund nicht vom DGB unterzeichnet. Der DHV schaltete sich nach dem Machtantritt Hitlers selbst gleich und trat aus dem DGB aus. Dieser war damit bereits im April 1933 organisatorisch zerbrochen.